# 너새니얼 그린
너새니얼 그린(영어: Nathanael Greene, 1742년 8월 7일 ~ 1786년 6월 19일)은 미국 독립 전쟁에서 활약한 대륙군의 소장이다. 독립 전쟁이 시작되었을 때, 그린은 민병대의 병사였다. 그는 전쟁 중에 조지 워싱턴의 가장 재능 있고, 든든한 장교라는 평판을 받으며 두각을 드러냈다. 미국의 많은 곳이 그린의 이름을 따서 명명되었다. 그린은 전후 경제적인 어려움으로 고통을 받았으며, 1786년 갑작스런 일사병으로 사망했다.

## 어린 시절
그린은 퀘이커교도로 농부이자 대장장이의 아들로, 로드아일랜드 식민지 워릭의 교외 포토와멋에서 태어났다. 그의 어머니 메리 모트는 아버지 너새니얼 그린(같은 이름)의 두 번째 아내였다. 아버지의 교파는 학문과 교양을 부정하고 있었지만, 그린은 독학으로 특히 수학이나 법률을 배웠다. 이후 예일 대학의 총장이 되는 에즈라 스타일즈 목사가 청년 시절 그린에 강한 영향을 주었다.
1770년, 그린은 코번트리로 옮겨 그린 가문이 소유한 주물 공장의 경영에 나섰다. 아버지의 죽음 직전이었다. 여기에서 그는 먼저 공립학교의 설립을 요구하고, 같은 해 로드아일랜드 식민지 의회 의원으로 선출됐다. 의원은 1771년, 1772년, 1775년에도 재선되었다. 하지만 실제로 그가 의원이었지 여부는 의문의 여지가 있다. 왜냐하면 그의 사문서에 그런 기록이 없고, 또한 그와 같은 로드아일랜드 출신자들 중 같은 이름을 가진 동시대 인물이 여러 명 존재하기 때문이다. 그린은 식민지 사람 사이에 확산되었던 휘그당 즉 패이트리어트들에게 강하게 공감하고 있었다.
1774년 그는 로드아일랜드에서 캐리라고 불리는 캐서린 리틀필드 그린과 결혼을 했다. 그녀는 그리니치에서 삼촌 이모 부부에 길러졌다. 그녀의 삼촌 윌리엄 그린은 휘그당의 지도자이며 로드아일랜드 주지사를 지냈다. 그녀의 숙모 캐서린 레이는 벤저민 프랭클린과 친한 친구였고, 1751년에서 1784년까지 펜팔 상대이기도 했다. 그린과 캐티는 이스트 그리니치에 있는 그린 농원 ‘최상의 거실’에서 결혼식을 올렸다. 그곳에는 지금도 청첩장이 액자로 표구되어 벽에 걸려있다. 캐티와 사이에는 5명의 아이들이 태어났다. 조지 워싱턴(1776 - 1793), 마사 패티 워싱턴(1777 - 1861), 코닐리아 로트(1779 - 1865), 너새니얼 레이(1780 - 1859), 루이 캐서린(1783 - 1831)이다. 6번째 아이 캐서린은 1785년에 요절했다.
1774년 8월, 그린은 지역 민병대의 출범에 공헌했고, 이 부대가 10월에는 켄트 수비대로 승인되었다. 그린은 한쪽 다리를 가볍게 절고 있었기 때문에, 입대 시에 이의가 제기되었다. 그린이 군대의 전술에 관한 수많은 비싼 서적을 구입하여 병법을 독학하기 시작한 것이 바로 이시기였다. 12월에는 민병대 법을 개정하기 위해 의회에서 임명된 위원회에 참여했다. 그린이 군복무를 하고 싶어 했기 때문에 1773년 퀘이커교에서 제명된 것으로 추측되고 있다. 그러나 퀘이커 교에서 이탈은 그 후의 일이며, 실제로는 캐티와의 결혼에서 시작되었다. 당시 비퀘이커 교도와의 결혼은 제명의 대상이었다.

## 미국 독립 전쟁

### 보스톤
1775년 5월 8일, 군인이 된 그린은 보스턴 포위전을 지원하기 위해 만들어진 로드아일랜드 감시군의 준장으로 승진했다. 6월 22일에는 대륙회의에서 준장으로 임명됐다. 조지 워싱턴은 1776년 3월, 보스턴 포위 해제 후 보스턴 사령관에 그를 임명했다. 그린은 1775년 10월과 1776년 1월 당시 대륙회의 로드아일랜드 대표 사무엘 워드에 편지를 쓰서 독립선언에 찬성했다.

### 뉴욕
1776년 8월 9일, 그는 새로운 소장으로 승진될 4명에 뽑혀, 대륙군 롱아일랜드 부대의 지휘를 맡았다.
그는 브룩클린 하이츠의 동쪽 방위에 적합한 장소로 퍼트넘 요새(현재 그린 요새 공원이 있는 곳)로 선택하고 그곳에 방벽과 참호를 만들었다. 롱아일랜드 전투 때는 병이 깊어져서 참가하지 못했다. 그린은 로드아일랜드의 프리메이슨이기도 했으며, 그 보석을 독립 전쟁 내내 지니고 있었지만, 이것은 동료 라파예트 후작이 준 선물이었다.
그린은 뉴욕에서 철수를 주장했고, 영국군이 사용하지 못하도록 도시를 불태워야 한다고 주장했다. 대부분의 왕당파가 뉴욕의 부동산을 소유하고 있기 때문에 그는 그러한 전략도 타당하다고 주장했다. 비록 워싱턴도 그런 의견에 동조하고 있었지만, 그 제안은 의회에서 거절당했다. 그는 허드슨 강에 뉴저지 방면의 리 요새의 지휘관으로 배치되었다. 1776년 10월 25일, 이즈라엘 퍼트넘 장군을 뒤를 이어 리 요새의 강 건너 편에 있는 워싱턴 요새의 지휘관이 되었다. 그는 워싱턴으로부터 워싱턴 요새를 최후까지 사수하도록 명령을 받았고, 대륙회의도 10월 11일에 같은 결의를 채택했다. 그러나 이후 워싱턴은 문서에서 그의 재량에 맡긴다는 편지를 보냈다. 그린이 요새를 직접 지휘하고 있던 로버트 마고 대령에게 다시 명령을 내낼 때까지 방어에 전력투구했고, 영국군 윌리엄 하우 장군의 공격에 대비하여 요새를 보강할 것을 명령했다. 그럼에도 불구하고 워싱턴 요새와 리 요새를 잃었기 때문에 그린은 비난을 받았다. 그러나 그 책임을 같이 느끼고 있던 워싱턴의 신뢰를 상실하지는 않았다.
트렌턴 전투에서 그린은 대륙군 두 부대 중 하나를 지휘했다. 그 전투에서 승리한 후, 그는 즉시 프린스턴을 공격하도록 워싱턴에 진언했지만 작전 회의에서 기각되었다. 결과적으로는 프린스턴 전투에서 승리하면서 대륙군의 사기를 올렸다.

### 필라델피아
브랜디와인 전투에서는 예비군을 지휘했다. 저먼타운 전투에서 존 설리번이 지휘하는 우익과 거리가 너무 떨어져 전투에 제시간에 닿지 못했다. 그 실패로 그는 워싱턴의 신뢰를 잃을지도 모른다고 생각했다. 그러나 그의 부대가 도착했을 때부터, 상황을 크게 개선시킬 수 있도록 용맹을 떨쳤다.
1778년 3월 2일, 밸리 포지에서 워싱턴의 긴급 요청으로 그린은 보급 국장에 올랐다. 이 어려운 부서에서 일하는 그의 모습을 보고 워싱턴은 진심으로 칭찬하면서, “흔들리는 불안한 군대라는 난국을 극복한 최선의 일”이었다고 평가했다. 하지만 그린은 전장에서 부대지휘관의 권리를 지키기 위하여 그 일에 종사한 것이라고 이해했다. 따라서 1778년 6월 28일 몬머스 전투에서 그는 우익의 지휘를 맡을 수 있었다.

### 로드아일랜드
8월, 그린과 라파예트 후작이 로드아일랜드 원정군을 지휘하여, 프랑스 해군 데스탱 제독과 연수를 하며 나섰지만, 그 원정은 실패했다. 1780년 6월, 그린은 스프링필드 전투를 지휘했다. 8월에는 대륙회의에서 지명된 위원회의 군 경영에 대한 간섭으로 대륙회의에서 오랫동안 심하게 다툰 후 보급 국장 자리를 사임했다. 그린은 대륙군에 물자를 보급하는 방법에 대해서 대륙회의와 심하게 다투었다. 대륙회의는 각 주가 보급품을 지급해야 한다고 생각했지만, 그것은 연방 정부가 각 연방을 강제할 수 있는 능력을 가지고 있지 않은 만큼 효과가 없는 것으로 알려져 있었다. 워싱턴은 웨스트포인트의 지휘관에 그를 임명했고, 1개월 전 1780년 9월 29일, 그린은 스파이 협의로 잡힌 존 안드레 소령을 규탄하며 사형시킨 재판을 관장하는 역할을 맡았다.

## 남부 전선

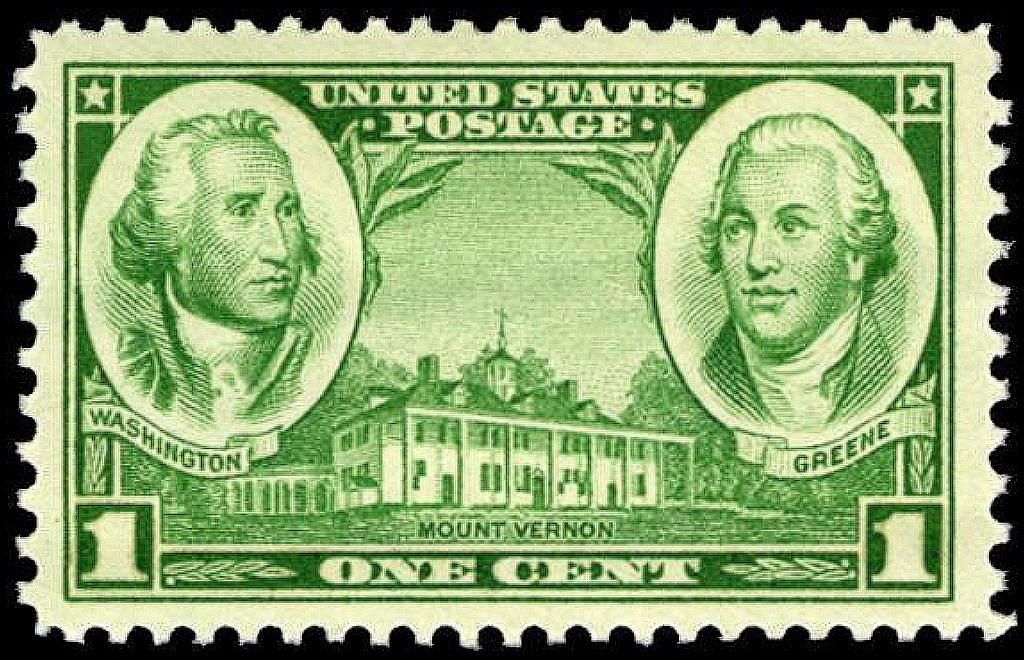
워싱턴과 너새니얼 그린, 1936년 기념우표

대륙회의가 선출한 남부 전선의 지휘관은 재앙이었다. 먼저 로버트 하우가 선발되었지만, 그는 사바나를 상실했다. 이어 벤자민 링컨이 뒤를 이었지만, 그도 찰스턴을 상실했다. 1780년 8월 16일, 사우스캐롤라이나의 캠든 근처에서 호레이쇼 게이츠의 군대가 영국군의 공격을 받고, 붕괴되면서 대혼란에 빠졌다. 이 승리도 영국군 찰스 콘월리스 장군이 남부에서 왕당파를 모아 버지니아에서 전투에 투입한다는 목표 달성에 걸림돌이 없어졌다. 콘월리스는 남부 지역에서 확보한 항구에서 군인과 물자를 노스캐롤라이나와 사우스캐롤라이나의 내륙에 보낼 계획을 세웠다.
대륙회의는 게이츠의 후임을 선정할 필요를 느끼고, 워싱턴에게 그 선택을 위임했다. 10월 5일의 결의문에는 “최고 사령관으로, 게이츠 소장 대신 남부군의 지휘관을 임명한다”라고 되어 있었다. 워싱턴은 선택에 망설임은 없었다. 그가 대륙회의의 결의문을 받은 다음날에는 웨스트포인트의 너새니얼 그린에게 “귀하를 지명하는 것이 제 소원입니다”라는 편지를 보냈다. 대륙회의는 이 임명을 승인했고 그린은 델라웨어에서 조지아까지 전군을 지휘하는 이례적인 전권을 주는 “총 지휘관의 총괄에 맡긴다” 임명장을 받았다. 12월 2일 그린은 노스캐롤라이나의 샬럿에서 임무를 시작했다. 사우스캐롤라이나의 아이작 휴거 준장이 그의 부관에 올랐다. 휴거는 사우스캐롤라이나에서 신뢰할 수 있는 지휘관 중 한 명이었다.

## 전략적 후퇴
남부의 군대는 약했고, 장비도 형편없었으며, 콘월리스의 우수한 부대의 위협에 노출되어 있었다. 그린은 부대를 분할하여 영국군도 나눠지도록 유도하여 부대 간의 전략적 상호 작용을 만들어 낼 의도였다. 1780년 윌리엄 캠프벨이 이끄는 킹스마운틴 전투에서부터 시작해서 이 작전이 변경되었다. 전체 영국군이 포로로 잡히거나 사망했다.(적군 100%였다.) 이 새로운 전략으로 1781년 1월 17일, 다니엘 모건이 지휘한 카우펜스 전투에서도 영국군을 거의 90%를 처치하고 포로로 잡을 수 있었다. 킹스 마운틴에 참전했던 많은 병력이 또한 카우펜스 전투에서 활약했다.
800명 이상의 포로와 함께 모건은 북쪽 샐리베리 지역을 향해 전략적 철수를 시작했고, 그곳에서 카타우바 강변의 코완즈 포드에 있던 그린과 합류했다. 그곳에는 패트리어트 민병대가 콘월리스의 군대와 서규모의 교전을 벌이고 있었다. 그린은 휴거에게 길포드 법원 청사로 부대를 이동하도록 명령했다. 2월 9일, 길포드에 도착해서 그린은 장교들에게 작전 회의를 소집했다. 그리고 향후 싸움을 어떻게 계속할 것인가를 물었다. 투표 결과 당분간은 계속 철수를 하다가 추가병력을 모아야 하며, 콘월리스와의 교전을 미루도록 하였다. 다음날 10일, 그는 패트릭 헨리에 증원군을 요청하는 문서를 보냈다.
만약 귀하가 1,500명의 지원병을 요청하는 것이 가능하면 즉시 원군으로 보내주십시오. 영국군은 매우 치명적이고, 위험한 상황에 노출되어 있습니다. 가장 가능성이 높은 것은 댄 강 북쪽에서 조우를 하는 것입니다. 반복하지만, 현재의 상황은 매우 중요합니다. 그리고 최대의 노력이 요구되고 있습니다.

## 댄 강 경주
그린은 동시에 부대의 철수를 지원할 ‘기동대’의 편성을 오토 윌리엄스 대령에게 맡겼다. 2월 9일 워싱턴에게 보낸 편지에서 윌리엄스가 이끄는 ‘기동대’를 다음과 같이 설명하고 있다.
제1, 제3연대의 기병240명, 분견대로 하워드 중령의 보병 분대 280명, 리 중령의 보병과 버지니아 저격병 60명, 총 700명이 민병대와 함께 적의 전진을 막을 것입니다. 잘하면 우리의 총 병력이 전면전을 하지 않고 퇴각할 수 있습니다.

그리고 다음과 같이 덧붙였다.
나는 전략 회의를 열었습니다. 그 회의에서 만장일치로 교전을 피하고, 즉시 로어노크 너머로 철수하기로 결정했습니다. 회의록 사본을 첨부하오니 참고하시기 바랍니다.

다시 모인 군대는 1,426명의 정규군을 포함 총 2,036명에 지나지 않았다. 에드워드 카링턴 대령은 몇 시간 이내 집결하기 위해 배를 확보하여 버지니아에 있는 댄 강에 숨겼다는 보고와 함께 합류하였다. 영국군은 길 포드에서 불과 25마일 떨어진 세일럼에 있었다. 이것이 2월 10일이다.
14일경 그린의 군대는 영국군을 앞질러서, 버지나아 핼리팩스 카운티의 어빈 선착장이 있는 곳에서 핼리팩스의 보이드 선착장에서 공수해온 보트를 타고 버지니아 피칠베니아에 있는 딕스 선착장에서 댄강을 건넜다. 콘월리스는 그날 저녁 무렵에 대륙군의 도하 소식을 들었다. 강 수위가 높아 배가 없이는 통과하기 어려웠고, 게다가 배는 모두 건너편에 있었다. 그린이 경주에서 이긴 것이다.
프로젝트 기획자이자 편집자인 데니스 M. 콘래드는 이것을 다음과 같이 평가했다.
| “ | “노스캐롤라이나의 넓은 강을 횡단한 대륙군의 철군은 역사를 통해 가장 교묘한 군사 작전 중 하나라고 할 수 있다” | ” |
|   | — The Papers of General Nathanael Greene                                                                     |   |

존 버틀러 장군에게 보내는 편지에서 그린은 다음과 같이 쓰고 있다.
| “ | 나는 여기에 오면 공격적으로 작전을 펼칠 수 있는 충분한 군대를 모을 수 있을 것이라고 내심 기대를 가졌습니다. 콘월리스가 내게 한 것처럼 말입니다. | ” |

## 길포드 법원청사 전투

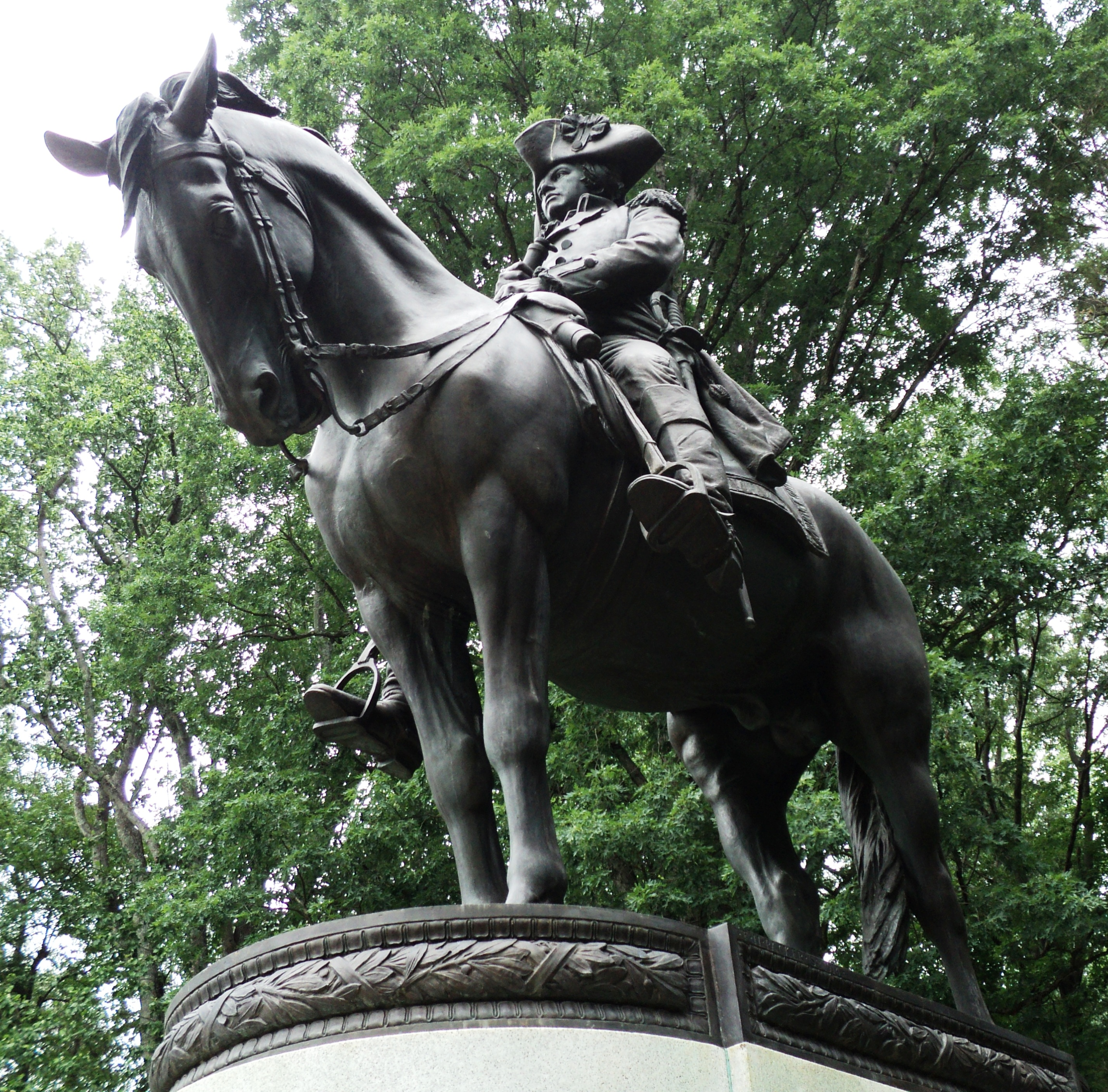
너새니얼 그린의 기념물, 길포트 법원청사 국립 군 공원

핼리팩스 법원 청사에서 주둔한 지 일주일 만에, 그린은 다시 강을 건너기 위한 충분한 검증과 보고를 받았다. 2월 22일 그린의 주력 부대가 댄 강을 건너 노스캐롤라이나로 들어갔다. 그린은 콘월리스를 추격하여 3월 15일 노스캐롤라이나의 그가 전장에 선택한 장소에서 길포드 법원 청사 전투를 벌였다. 그린은 졌지만, 콘월리스 군도 큰 타격을 받았다. 이 전투 3일 후, 콘월리스는 윌밍턴으로 철수했다. 그린의 명석한 지휘는 그 다음 주에도 빛을 발했다.
콘월리스를 북쪽의 버지니아에 진군시켜 놓고, 그 자신은 재빨리 사우스캐롤라이나 내륙을 다시 정복했다. 4월 25일 북쪽 홉커크힐(캠든 북쪽으로 3 km)에서 프란시스 로돈의 반격도 있었지만, 6월말까지 이뤄냈다. 1781년 5월 22일에서 6월 19일까지 그린은 나인티 식스 포위전을 벌였지만 실패로 끝났다. 이 작전은 영국군을 해안으로 몰아가는데 도움을 주었다.
그후 그린은 산티 강의 하이 힐즈에서 부대를 6주간 휴식하게 했다. 9월 8일, 유타우 스프링스에서 알렉산더 스튜어트 중령이 지휘하는 영국군과 2,600명의 병사를 이끌고 격전을 벌였다. 이 전투에서 쓰러진 병사들을 위해 미국 작가 필립 프레뉴가 1781년에 지은 ‘용감한 미국인을 기념하며’라는 시에서 그들을 기리고 있다. 이 전투는 전술적으로는 무승부였지만, 영국군의 전력은 약해졌고, 찰스턴으로 철수를 하게 되었다. 찰스턴에서 그린은 나머지 전쟁 기간동안 그들에게 편지를 썼다.
그린의 남부 방면 작전에는 두드러진 전략적 특색이 있었다. 그는 부대 분할이나 전투 회피 등의 고도의 전술을 구사하여 오랜 행군으로 적들을 지치게 하여, 실제 전투에서는 잠깐 손해를 보더라도 영국군에게 회복하기 힘든 큰 대가를 치르게 했다. 그러나 그가 영국군과 정정당당하게 붙었던 모든 전투에서는 패하였다. 그린은 폴란드인 엔지니어 타데우슈 코시우슈코나 똑똑한 기병 장교 헨리 리(통칭 경기병 해리)와 윌리엄 워싱턴, 빨치산 지도자 토마스 섬터, 앤드류 피켄스, 엘리야 클라크, 그리고 프란시스 마리온 같은 유능한 참모들에게 엄청난 보좌를 받았다. 결국 그린과 그의 군대는 남부 주에서 영국군을 몰아낼 수 있었다. 그 전쟁을 끝낸 〈파리 조약〉이 서명되었을 때, 영국군은 2개의 남부 해안 도시만 장악하고 있었고, 그린은 그 나머지를 모두 장악하고 있었다.

## 전후
그린은 신시내티의 로드아일랜드 협회의 원년 멤버였으며, 협회 의장으로 1783년 설립 때부터 그가 사망할 때까지 의장 자리에 있었다.
노스캐롤라이나, 사우스캐롤라이나 및 조지아의 각 주가 그린에게 토지와 금, 또한 뱀버그 카운티의 에디스토 남쪽에 ‘분스 버로니’(Boone's Barony)라는 농장을 제공할 것을 가결했다.
그는 남부군 연금 청구비를 충당하기 위해서 이것을 팔았다. 육군장관직을 두 번 거절했고, 1785년, 그린은 사바나에서 북쪽으로 22 km 떨어진 ‘멀베리 글로브’라는 농장에 정착했다. 그는 1786년 6월 19일 이 농장에서 열사병으로 44세의 젊은 나이로 사망했다.
그린은 유능했고, 대륙군에서 공적을 올린 다른 장군들과 마찬가지로, 자수성가한 군인이었다. 그의 군사적 능력은 대륙군 장교 중에서 조지 워싱턴에 버금갔으며, 헨리 녹스 이외에는 독립 전쟁 8년간을 싸워낸 유일한 장군이었다. 워싱턴뿐만 아니라 그도 작은 것을 큰 장점으로 바꾸는 능력이 있었다. 그의 영국군에 대한 자세는 인간성이 넘치는 친절도 있었다. 그는 심지어 계속 그를 비방했던 게이츠가 남부 전선에서의 실태를 비판했을 때조차도 게이츠를 옹호하는 관대함을 보였다.

## 어록
- 내 권리를 방어하기로 결정했으며, 내 자유를 지속해 나가거나 아니면 내 목숨을 팔아 버릴 것이다.[1]
- 사람들이 서로 존중하는 성숙한 사회에서 얻을 수 있는 행복을 즐기면서 내 인생이 평화와 풍요로움으로 가득 찬다면 얼마나 행복했을까요? 그러나 모국이 받은 상처, 모든 자손에 이르는 노예 제도의 사슬이 공통의 인권을 지키기 위해, 그리고 자유의 아들들을 대담하게 위협하는 자들을 추방을 위해 나를 격려해 달라. (그의 아내, 캐서린 리틀필드에게 그린이 한 말)
- 우리는 싸우고, 패배하고, 올라갔다가 또 싸운다.(We fight, get beat, rise, and fight again.)
- 배우는 것을 덕이라고 말할 수 없지만, 우리에게 앎을 가져다주는 수단이다. 지식이 없는 정수는 약하고 쓸모없다. 정수가 없는 지식은 위험하고 무서운 것이다. 이게 당신에게 평생동안 행동하게 하는 자극제가 되게 하라. 고통에서 해방되고, 사기를 간파하고, 억압을 타개하고, 행복을 전파하고, 이들을 삶의 행동 주제로 하면 된다.